# Consonni PC1
Consonni PC1 – samochód Formuły 3, zaprojektowany i skonstruowany przez Peo Consonniego.

## Historia
Pojazd był homologowany 21 marca 1986. Był napędzany ośmiozaworowym silnikiem Alfa Romeo Novamotor R4 o pojemności 1998 cm³, osiągającym moc maksymalną 165 KM przy 5800 rpm. Sprzężony był z pięciostopniową przekładnią Hewland FT200, operowaną przez sprzęgło Borg & Beck. Dyferencjał o ograniczonym poślizgu pochodził od Hewlanda. Niezależne przednie i tylne zawieszenie składało się z wahaczy, amortyzatorów Koni i stabilizatorów poprzecznych. Całość znajdowała się w monokoku z włókna węglowego o strukturze plastra miodu, osadzonym na karoserii z włókna szklanego. Trzynastocalowe koła osadzone były na oponach Michelin. Zastosowanie struktury plastra miodu było jednym z pierwszych takich rozwiązań w samochodzie Formuły 3.
Samochód wystartował czterokrotnie. Peo Consonni prowadził go w zawodach 500 km Monza (23 marca), Trofeo Caracciolo (20 kwietnia) i Misano Adriatico (lipiec). Tadashi Sasaki wystartował nim w G.P. Lotteria (29 czerwca). Samochód został następnie uszkodzony podczas testów i nigdy nie wystartował już w wyścigach.
Obecnie samochód znajduje się na ścianie Pit Stop Café, jednego z pubów blisko toru Monza.